# Ferdinando Pomati
Ferdinando Pomati (Genova, 17 gennaio 1899 – Genova, 6 febbraio 1965) è stato un calciatore italiano, di ruolo portiere.

## Carriera
Nato a Genova, Pomati ebbe il suo primo approccio al massimo campionato italiano di calcio nella stagione 1920-1921 dove tra le file dell'AC Libertas di Milano raggiunse il secondo posto nel girone E delle eliminatorie della Lombardia dietro al Saronno non riuscendo ad ottenere l'ammissione alla finale regionale.
La stagione seguente torna nella sua città natale tra le file del Santa Margherita di Genova dove si ferma un solo anno venendo ingaggiato dal più blasonato Genoa.
Tra le file dei rossoblu, benché alle spalle del pressoché titolare inamovibile Giovanni De Prà, con sole 2 presenze contro l'Esperia Football Club ed il Legnano, conquista il campionato 1922-1923.

## Palmarès

### Club

#### Competizioni nazionali
- Campionato italiano: 1

Genoa: 1922-1923